# Hibiscus lunariifolius
Hibiscus lunariifolius là một loài thực vật có hoa trong họ Cẩm quỳ. Loài này được Willd. mô tả khoa học đầu tiên năm 1800.